# Tomate de Paquino

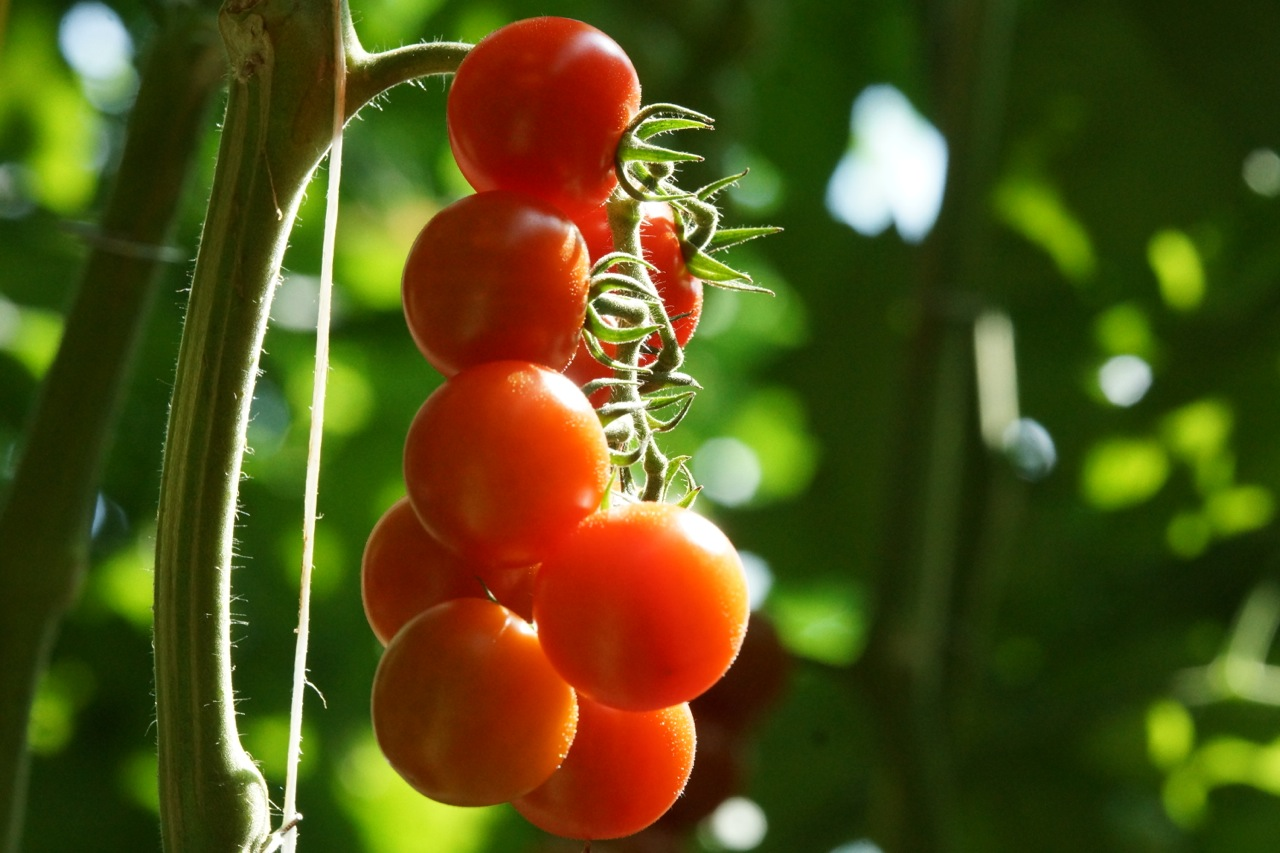
Pomodoro di Pachino: variedad Ciliegino.

El tomate de Paquino (en italiano, pomodoro di Pachino AFI: [pomoˈdɔːro di paˈkiːno]) es una variedad de tomate de Paquino y de toda la costa sureste de Sicilia, Italia, a la que la UE le ha otorgado protección IGP desde 2003.
El vegetal no pertenece a la agricultura tradicional de la isla, siendo una variedad introducida en 1989 por la multinacional israelí de semillas HaZera Genetics, que la había obtenido mediante selección asistida por marcadores. En ciertas áreas de Italia, la variedad también se conoce como pendolino. 

## Variedades
Las cuatro variedades permitidas dentro de la clasificación incluyen tomates cherri y tomates Costoluto, y son:
- Ciliegino (cherri)
- Costoluto (tomate de ensalada grande; similar a un corazón de buey)
- Tondo liscio («redondo y liso»)
- Grappolo (tomate «uva»)

## Área de producción
Según la clasificación, la zona de producción se encuentra dentro del área delimitada por Noto al norte, Portopalo di Capo Passero al sur, y Siracusa e Ispica al oeste (provincia de Ragusa).

## Indicación geográfica
Desde 2002, el Tomate de Paquino es una indicación geográfica protegida (IGP) en la Unión Europea. A nivel internacional, cuenta con registro como denominación de origen, conforme al Sistema de Lisboa, ante la Organización Mundial de la Propiedad Intelectual, desde el 23 de octubre de 2014.